# Nikuman

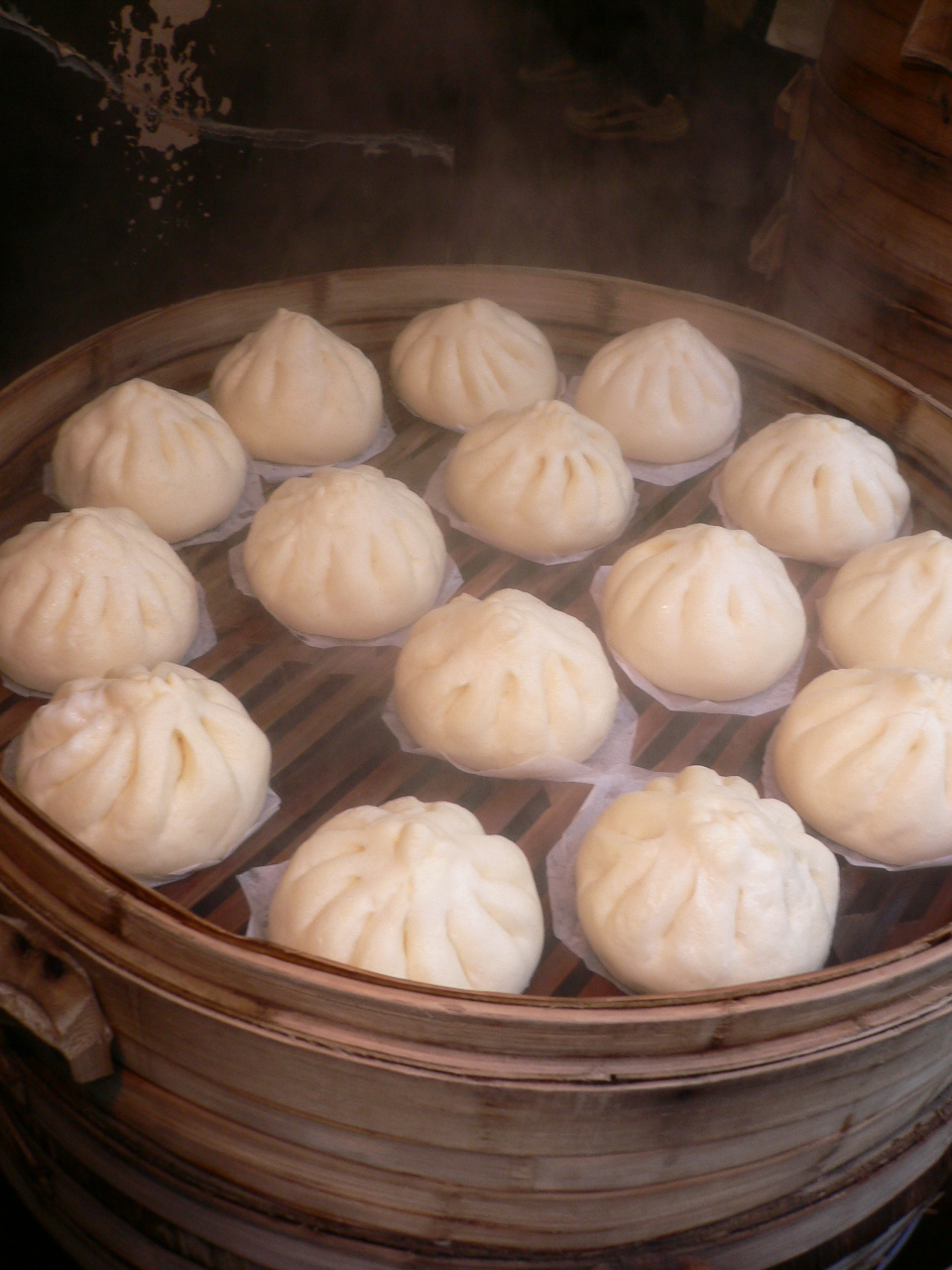
Nikuman.

El nikuman (肉まん; de 肉饅頭 niku, ‘carn', i manjū) és una recepta japonesa consistent en massa de farina farcida amb porc picat cuinat o altres ingredients. És un tipus de chūca man (中華まん, literalment ‘panellet xinès al vapor’) semblança al baozi (包子) xinès.
El nikuman es couen al vapor i sovint es ven com menjar rondaire. Des d'agost o setembre, durant tots els mesos d'hivern fins a aproximadament començaments d'abril, el chūca man està disponible en vint-i-quatre hores, on es mantenen calentes.

## Varietats delchūkamanjaponès
- Butaman (豚まん, butaman), essencialment equivalent al nikuman. Aquest nom és més comú en la regió de Kansai.

- Anman (あんまん, anman), els ingredients de la qual són fesols azuki (koshian o tsubuan), grassa i oli de sèsam (per a millorar el sabor). És semblant al doushabao xinès.

- Pizza man (ピザまん, pizaman), amb una barreja de salsa de tomàquet i altres ingredients típics de la pizza (formatge, salsitxa, pepperoni i dacsa), que canvien d'un a altra fabricadora.

- Curry man (カレーまん, karēman), al que s'afegeix cúrcuma o altre colorant alimentari per a donar-li un color groc a l'exterior. Els ingredients són els mateixos, amb sabor de curri. També hi ha un curry man semblança al pa de curri o curri sec.